# 大沙田站 (雲南)
大沙田站是位于云南省华宁县大沙田村的一个铁路车站，邮政编码652807。车站建于1910年，有昆河铁路经过该站，1998年废弃。车站及其上下行区间均未电气化。车站距离昆明北站144公里，隶属昆明铁路局，是五等站。

## 业务办理
办理旅客乘降业务，不办理行李，包裹托运业务。不办理任何货运业务。